# Geharmoniseerde dienst met maatschappelijke waarde
Een geharmoniseerde dienst met maatschappelijke waarde is een gratis telefoonnummer dat een bepaalde dienst met een maatschappelijke waarde (meestal voor het welzijn of de veiligheid van de burgers) ter beschikking stelt binnen meerdere lidstaten van de Europese Unie. Het begint steeds met 116 gevolgd door nog 3 cijfers. Elke lidstaat moet deze nummers reserveren maar is vrij om deze diensten al dan niet in te stellen.
Dit zijn de nummers (in 2010):
- 116000 – voor het melden van vermiste kinderen
- 116006 – ondersteuning voor slachtoffers van misdaden
- 116111 – hulp voor kinderen die zorg of bescherming nodig hebben
- 116117 – medische ondersteuning die dringend is maar geen levensbedreigend noodgeval
- 116123 – emotionele ondersteuning